# Muhammad Haidar Zammar
Muhammad Haidar Zammar (arabisch محمد حيدر زمار Muhammad Haidar Zammār, oft auch als Mohammed Haydar Zammar; * 1961 in Aleppo, Syrien) ist ein Dschihadist und mutmaßlicher Terrorist mit deutscher Staatsangehörigkeit. Der Hamburger wurde im Dezember 2001 auf einer Marokko-Reise von örtlichen Sicherheitsbehörden festgenommen und an die CIA übergeben. Die CIA verschleppte ihn nach Syrien, wo er bis 2013 im Gefängnis saß. In Deutschland galt er der Bundesanwaltschaft als verdächtig, eine terroristische Vereinigung unterstützt zu haben. Er soll ein wichtiger al-Qaida-Rekrutierer gewesen sein. Von sich selbst behauptet er, einige der Organisatoren der Terroranschläge vom 11. September 2001 miteinander bekannt gemacht zu haben. Dass er von dem Tatplan zu den Anschlägen etwas wusste, gilt als eher unwahrscheinlich. Der Generalbundesanwalt hat beim Bundesgerichtshof einen Haftbefehl wegen seiner Mitgliedschaft beim IS erwirkt.

## Frühes Leben
Zammar wurde 1961 in Syrien geboren. Im Alter von zehn Jahren zog er mit seiner Familie nach Deutschland und wurde 1982 deutscher Staatsbürger. Selbst im Kreise seiner sehr religiösen Familie stach Mohammed Zammar mit seiner extremen Hingabe schon in jungen Jahren heraus. Er verkehrte in einigen Moscheen in Hamburg und kam noch als Gymnasiast über Mamoun Darkazanli, einem Syrer und al-Qaida-Geldgeber, mit Vertretern des Dschihad in Kontakt.
Zammar absolvierte eine metalltechnische Ausbildung und beabsichtigte bei Mercedes-Benz zu arbeiten. In Saudi-Arabien arbeitete er zunächst als Übersetzer und kam später als Lastwagenfahrer nach Hamburg zurück. 1991 entschloss er sich dazu, Vollzeit-Dschihadist zu werden.
Er flüchtete über Pakistan nach Afghanistan, nahm an einer Ausbildung zum Mudschahid-Kämpfer teil und erlernte dabei den Umgang mit Waffen und Sprengstoff sowie Kriegstaktik. Die Leistungen waren akzeptabel und er wurde zu einem Elite-Trainingscamp in der Nähe von Dschalalabad versetzt. Nach einem Jahr erhielt er dort seinen Abschluss und kehrte nach Hamburg zurück.
Zammar unternahm in den nächsten Jahren ausgiebige Reisen. Als Mechaniker hielt er sich längere Zeit in Syrien, Jordanien, der Türkei und Schweden auf. 1995 reiste er nach Bosnien, um dort zu kämpfen. 1996 besuchte Zammar ein zweites Mal Afghanistan, dieses Mal, um ein Mitglied bei al-Qaida zu werden. Er soll vermutlich eine persönliche Einladung von Osama bin Laden bekommen haben.

## Zeit als mutmaßlicher al-Qaida-Rekrutierer
Als Zammar zurück nach Hamburg kam, wurde er eine kleine Berühmtheit in der dortigen muslimischen Gemeinschaft. Er hielt regelmäßige enthusiastische Reden im Auftrag von bin Laden und anderen Vertretern des Dschihad. In dieser Zeit begann die deutsche Polizei mit formalen Untersuchungen seiner Person. Zammar selbst hatte in dieser Zeit regelmäßige Kurzaufenthalte in Afghanistan.
Mohammed Atta, ein sehr konservativer Moslem und späterer Attentäter des 11. September, freundete sich mit Zammar um 1998 an. Zammar wurde wiederholt zitiert, dass er persönlich Atta und andere Entführer für al-Qaida rekrutiert hätte, auch wenn es dafür keine Bestätigungen gab. Zammar hat sich in dieser Zeit weiterhin regelmäßig mit Mounir El Motassadeq getroffen.
Im Jahr 1998 verstärkten die deutschen Behörden die Beobachtung von Zammar. Er wurde gelegentlich verfolgt, sein Telefon abgehört sowie alle seine Anrufe aufgezeichnet. Die deutschen Behörden teilten den Großteil ihrer Informationen mit der CIA, einschließlich Zammars Telefonkontakte mit den Entführern Marwan al-Shehhi, Mohammed Atta, Ramzi bin asch-Schaiba und Said Bahaji.
Atta, al-Shehhi und bin asch-Schaiba bildeten die Hamburger Zelle im November 1998. Atta wird als der Anführer der Gruppe angesehen, und Zammar wird eher als der wichtige Kontaktmann für internationale Beziehungen angesehen. Zammar mag vielleicht darüber im Bilde gewesen sein, dass es einen Plan für Flugzeugentführungen in den USA gab.
Im Sommer 1999 fand der US-Geheimdienst heraus, dass Zammar in direktem Kontakt mit einem von bin Ladens Chef-Koordinatoren für Operationen stand. Die USA teilten diese Information jedoch nicht dem deutschen Geheimdienst mit. Zu Zammar ist weiterhin bekannt, dass er sich im Jahr 2000 regelmäßig mit Said Bahaji in Deutschland traf.
Deutsche Presse und deutsches Fernsehen wurden zunehmend auf ihn aufmerksam. So existieren beispielsweise Aufnahmen, wie ihn Journalisten gefilmt und zu interviewen versucht haben, als er aus dem Tor seiner damaligen Arbeitsstätte kam und von seiner Frau mit einem Auto vor dem Tor erwartet wurde. Dabei versuchte er, die Journalisten anzugreifen.
Als unmittelbar nach den Anschlägen vom 11. September in Hamburg eine Sonderkommission eingesetzt wurde, fiel schnell das Augenmerk auf Zammar. Er wurde auf Schritt und Tritt überwacht. Zunächst bestand aber gegen ihn kein Anfangsverdacht einer Mitwirkung oder Unterstützung der Anschläge. Als er jedoch in dem Ermittlungsverfahren des Generalbundesanwalts gegen den flüchtigen Said Bahaji vernommen wurde, berichtete er über seine Kenntnisse zu den Mitgliedern der Hamburger Zelle und lenkte so den Verdacht auf sich, eine terroristische Vereinigung unterstützt zu haben. Am 14. Oktober 2001 leitete der Generalbundesanwalt ein Ermittlungsverfahren gegen ihn ein.

## Gefangennahme 2001
Frühzeitig erfuhren deutsche Ermittler von den Reiseplänen Zammars. Sie beobachteten, dass er am Hamburger Flughafen ein Ticket nach Casablanca und zurück kaufte. Weder das Bundeskriminalamt noch der Generalbundesanwalt sahen Anlass, die Reise nach Marokko zu unterbinden. Es bestand gegen ihn offenbar kein dringender Tatverdacht.
Am 27. Oktober 2001 reiste Zammar nach Marokko ab. Die marokkanischen Behörden waren von den deutschen Sicherheitsbehörden über Zammars Reisepläne sowie seine Verbindungen zur Hamburger Zelle unterrichtet worden. Die Marokkaner wurden gebeten, ihn zu überwachen und umgehend mitzuteilen, wenn er wieder ausreise. Kurz danach wurde er von der marokkanischen Polizei unter Mithilfe der USA unter Arrest gestellt. Obwohl er deutscher Staatsbürger ist und von den Deutschen beobachtet wurde, erfolgte keine offizielle Unterrichtung der Bundesrepublik Deutschland.
Anstatt in die USA oder nach Deutschland abgeschoben zu werden, wurde Zammar im Stillen nach Syrien gebracht, um dort auf unbestimmte Dauer im berüchtigten Far'-Falastin-Untersuchungsgefängnis in Damaskus einzusitzen. Nach syrischer Ansicht ist Zammar syrischer Staatsbürger, da er nie aus der Staatsbürgerschaft entlassen wurde.
Das Time-Magazin berichtete:
"Vertreter der USA in Damaskus schickten schriftliche Anfragen zu Zammar an die Syrer, die wiederum Zammars Antworten zurücksandten. […] Vertretern der (US-)Bundesbehörden gefiel diese Situation, da sie die US-Regierung davor bewahrte, in die Haftung genommen zu werden für etwaige Folter, welche die Syrer möglicherweise bei Zammar anwendeten."
Am 14. Dezember 2005 wurde offiziell bestätigt, dass Ermittler des Bundeskriminalamtes Zammar in seinem syrischen Gefängnis vernommen hatten.
Im März 2006 berichtete das Nachrichtenmagazin Der Spiegel, dass das Bundeskriminalamt der amerikanischen Bundespolizei FBI schon am 26. November 2001 den Aufenthaltsort von Zammar und dessen Flugdaten übermittelt und somit die Gefangennahme des eigenen Staatsbürgers erst ermöglicht habe.
Der Fall Zammar war Gegenstand des BND-Untersuchungsausschusses, der klären sollte, inwieweit deutsche Behörden 2001 an Festnahme und Verschleppung beteiligt waren, oder ob sie diese billigend in Kauf genommen haben, z. B. durch Übermittlung von Informationen über Zammars Aufenthalt an die CIA. Die erste Sitzung des Untersuchungsausschusses am 11. Oktober 2007 verlief ergebnislos, da die Regierungsvertreter nicht mit den notwendigen seit drei Monaten beantragten Untersuchungsakten erschienen.

## Verurteilung in Syrien 2007
Zammar wurde im Februar 2007 wegen Mitgliedschaft in der verbotenen Muslimbruderschaft nach Artikel 49/1980 verurteilt. Das Oberste Staatssicherheitsgericht in Damaskus, ein Sondertribunal basierend auf dem Gesetz des 1963 erklärten Ausnahmezustands, verhängte zunächst die Todesstrafe, wandelte diese aber dann zu zwölf Jahren Gefängnis um. Die syrische Muslimbruderschaft erklärte, dass Zammar niemals Mitglied gewesen sei.

## Freilassung in Syrien 2013
Zammar wurde offenbar Ende 2013 im Zuge eines Gefangenenaustausches von der syrischen Regierung freigelassen. Im Gegenzug ließ die Miliz Ahrar al-Scham, ein Gründungsmitglied der Islamischen Front, einige syrische Offiziere frei.

## Mitgliedschaft im IS in Syrien 2016
Deutsche Sicherheitsbehörden wollen den inzwischen sechsfachen Familienvater in zwei IS-Propagandavideos wiedererkannt haben und folgern daraus, dass sich Zammar inzwischen dem IS angeschlossen habe.
Nach PYD-Angaben wurde er Mitte April 2018 in Syrien von kurdischen Kämpfern festgenommen.